# Prekbun
Prekbun is een bestuurslaag in het regentschap Pamekasan van de provincie Oost-Java, Indonesië. Prekbun telt 1019 inwoners (volkstelling 2010).